# Pipistrellus tenuis murrayi
Il pipistrello dell'Isola di Natale (Pipistrellus tenuis murrayi (Andrews, 1900)) era un pipistrello vespertilionide trovato solo sull'isola di Natale, in Australia. La sottospecie è ora considerata estinta, con l'ultima osservazione avvenuta nell'agosto 2009 senza ulteriori avvistamenti nonostante gli intensi sforzi per localizzarla.

## Etimologia
Questa entità è stata descritta come una nuova specie dal paleontologo britannico Charles William Andrews.  Il suo epiteto specifico fu probabilmente ispirato a Sir John Murray, che contribuì a pagare la spedizione di Andrews all'isola di Natale.

## Descrizione
Era un pipistrello di piccole dimensioni, dal peso di circa 3 – 4,5 g.  Aveva una pelliccia marrone scuro,  con la punta dei suoi capelli giallastri. Il suo avambraccio era lungo 30 – 33 mm.  È stata la specie di pipistrello più piccola descritta in Australia.  Le sue orecchie erano triangolari e arrotondate alle estremità, mentre la sua membrana interfemorale aveva un calcar distinto. La sua coda sporgeva leggermente (2 mm). La lunghezza della testa e del corpo era di circa 35 – 40 mm;  la sua coda di 30 – 31 mm;  il suo orecchio di 9 – 11 mm; mentre il suo piede posteriore era lungo circa 6 – 8 mm.

## Biologia
Questo pipistrello si nutriva di insetti e si appollaiava nelle cavità degli alberi e nella vegetazione in decomposizione.

## Tassonomia
Le revisioni del genere basate sul baculum identificavano questa entità come una specie distinta (Pipistrellus murrayi). Ciò è stato sostenuto dal lavoro genetico condotto per il governo australiano come parte della sua indagine sul declino dell'ecologia delle isole di Natale e dei pipistrelli a metà del 2009;  i risultati di questa analisi indicherebbero che i pipistrelli presenti sull'Isola di Natale sono strettamente imparentati ma distinti dalle altre specie asiatiche.

## Declino ed estinzione
I pipistrelli dell'Isola di Natale sono diminuiti drasticamente dal 1990.
Una rivalutazione del numero di esemplari rimasti nel gennaio 2009 ha suggerito che potrebbero essere rimasti solo 20 individui. Il monitoraggio all'inizio del 2009 ha mostrato che alcuni pipistrelli sono sopravvissuti in natura, inducendo il governo australiano ad annunciare il 1 ° luglio 2009, che avrebbe tentato di salvare il pipistrello portando in cattività gli ultimi esemplari rimasti, con l'assistenza dei ricercatori volontari dell'Australasia Bat Society. All'inizio di agosto 2009 il governo australiano ha dato il permesso di catturare i pipistrelli per stabilire un programma di riproduzione in cattività. Tuttavia, dopo quattro settimane di rilevamento, viene trovato un solo pipistrello attraverso la sua ecolocalizzazione. I ricercatori non sono stati in grado di catturarlo e l'ultimo rilevamento di questo pipistrello risale al 26 agosto 2009. L'8 settembre 2009, il governo australiano ha annunciato che i tentativi di catturare i pipistrelli erano falliti. Nessun pipistrello dell'isola di Natale è stato visto o sentito da allora, e si ritiene che la sottospecie sia ormai estinta. Si ritiene che sia la prima estinzione di mammiferi in Australia in 50 anni.

## Causa del declino
La causa del declino dei pipistrelli dell'isola di Natale è sconosciuta. Diverse potenziali minacce sono state suggerite: predatori, disturbo nei siti di posologia o malattie. Le specie introdotte come il serpente lupo comune, il centopiedi gigante, la formica pazza gialla, il ratto nero o i gatti selvatici sono stati tutti identificati come possibili responsabili del declino sia attraverso la predazione che il disturbo dei pipistrelli. Si è anche ipotizzato ad una minaccia non identificata per la salute, o ad un avvelenamento dell'insetticida Fipronil usato per controllare le "supercolonie" di formiche pazze gialle.